# Celtic Woman: Believe
Celtic Woman: Believe è il settimo album in studio del gruppo musicale Celtic Woman, pubblicato nel 2011.

## Tracce
Versione internazionale
1. Awakening – 5:11
2. Nocturne – 3:33
3. Sailing – 4:09
4. The Foxhunter – 3:20
5. The Water Is Wide – 3:31
6. Bridge Over Troubled Water – 4:00
7. Black Is the Colour – 3:40
8. Follow On – 4:48
9. Ave Maria (Schubert) – 4:18
10. Téir abhaile riú – 4:00
11. You'll Never Walk Alone – 4:00
12. A Spaceman Came Travelling – 3:48
13. Songs from the Heart: Walking the Night/The World Falls Away – 6:43
14. A Woman's Heart – 4:28
15. The Parting Glass – 4:13
16. Smile (Live) – 2:05
17. Green Grow the Rushes (Live) – 3:46

## Formazione
- Chloë Agnew – voce
- Lisa Kelly – voce
- Lisa Lambe – voce
- Máiréad Nesbitt – violino